# Леді Малі

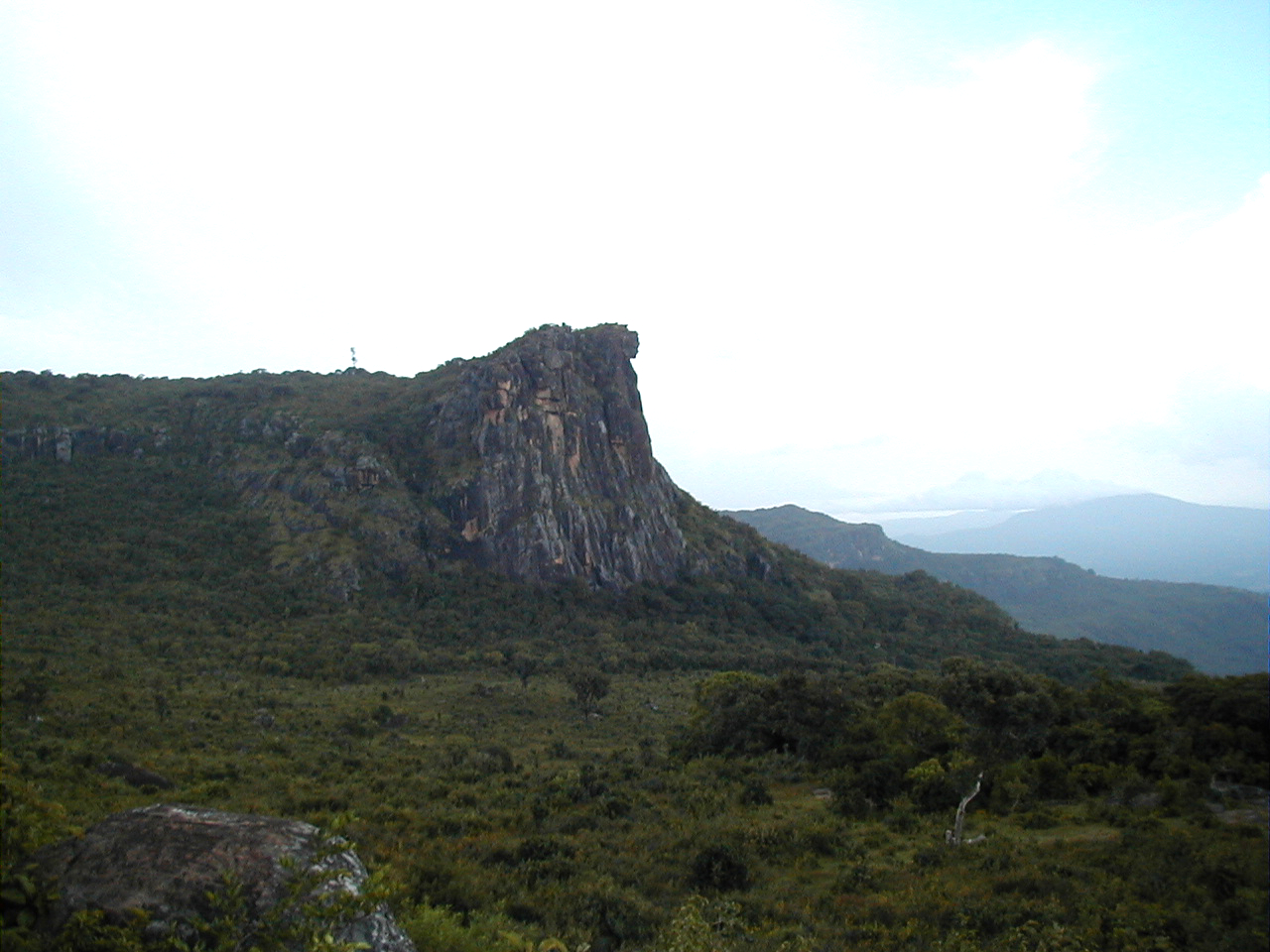
Леді Малі — гора Лаура.

Леді Малі (італ. La Dama del Mali) — найбільша з відомих статуй світу на горі Лаура. Знаходиться в Гвінеї (Західна Африка) на півночі від Конакрі, в безпосередній близькості від кордону з Малі. Скульптура жінки розташована в скелі на висоті 1500 м над рівнем моря. Розміри: голова — 25 метрів, вся скульптура приблизно 150 метрів. Гігантська скульптура являє собою жіночу фігуру в головному уборі, схожому на корону. Знайдена італійським геологом, професором Анджело Пітоні (Angelo Pitoni). Походження скульптури невідоме. Версії: штучне і природне (вітрова ерозія). Вік скульптури — близько 20 000 років.
Лаура — найвищий пік (1573 м) на плато Фута-Джаллон, розташований на півночі Гвінеї. Знаходиться за 7 км на північ від міста Малі, в однойменній префектурі. Є частиною гірського масиву під назвою Масив тамга (фр.Massif де Tamgue). Скелі Лаури є гірською формацією у вигляді голови і плечей жінки. Виступаючі боки гори спрямовані в бік кордонів Малі та Сенегалу.